# Bande des 10 mètres
La bande 28 MHz, désignée aussi par sa longueur d'onde, 10 mètres, est une bande du service radioamateur destinée à établir des radiocommunications de loisir. Cette bande est utilisable pour le trafic intercontinental et continental lorsqu’il fait jour entre le lieu d’émission et de réception.

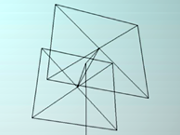
Antenne Quad pour les radiocommunications à grande distance

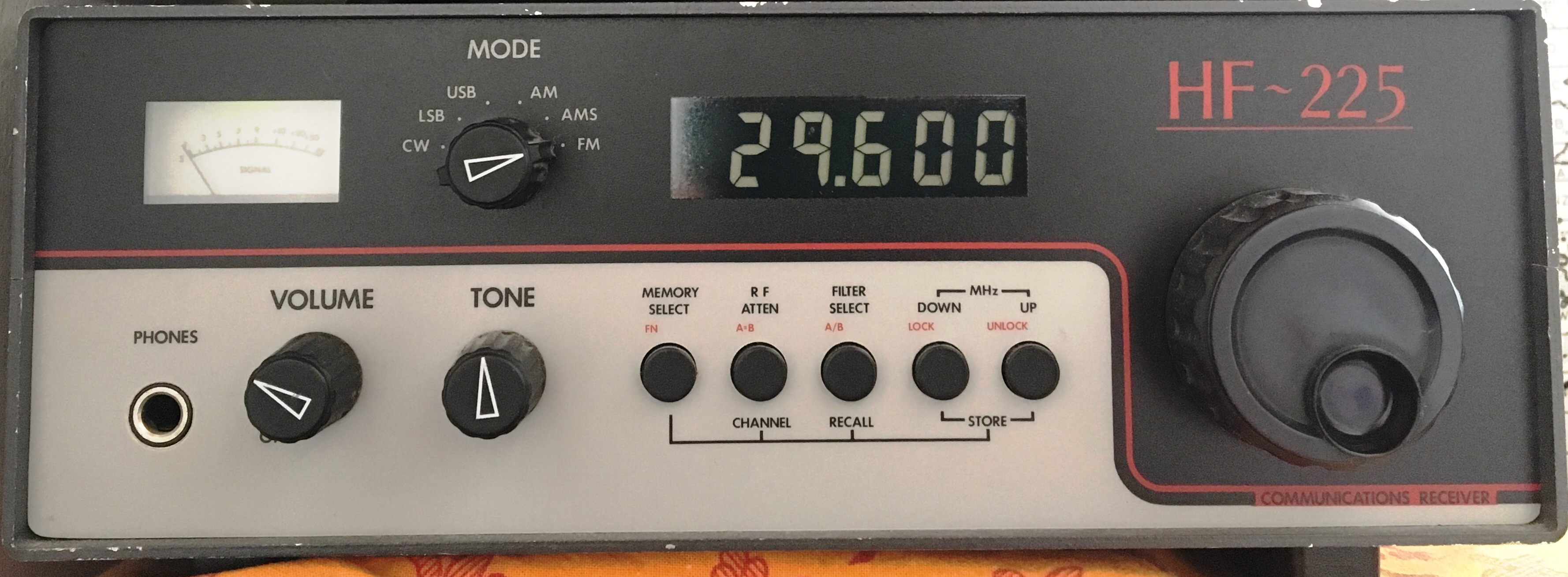
Récepteur en écoute sur 29600 kHz utilisé pour des appels radioamateurs en FM

## La bande des 10 mètres dans le monde
La bande des "10 mètres" s'étend de 28 MHz à 29,7 MHz dans le du monde (UIT).

## Tableau Bande des 10 mètres
| 10 mètres     | 28000 28070 | 28070 28190 | B | 28225 29200 | 29200 29300 | 29300 29510   | 29510 29700 |
| ------------- | ----------- | ----------- | - | ----------- | ----------- | ------------- | ----------- |
| IARU Region 1 |             |             |   |             |             | Satellite D/L |             |

Légende
|  | = CW, data (Bande passante <200 Hz)                                          |
|  | = CW, RTTY, Digimodes (Bande passante <500 Hz)                               |
|  | = CW, RTTY, Digimodes, sans SSB (Bande passante <2,7 kHz)                    |
|  | = CW, radiotéléphonie, image (Bande passante <3 kHz)                         |
|  | = CW, radiotéléphonie, image (Bande passante <3 kHz)                         |
|  | = CW, Digimodes, packet, FM, radiotéléphonie, image (Bande passante <20 kHz) |
|  | = CW, RTTY, Digimodes, test, radiotéléphonie, image                          |
|  | = Satellites                                                                 |
|  | = Balises                                                                    |

## La bande des 10 mètres enFrance
Utilisateurs :
- service Radioamateur, avec une puissance de 250 W en tous modes ;
- armée avec une puissance jusqu'à 16 W [3].

## Historique
- 1932 : la bande de 28 MHz à 30 MHz est utilisée par le service d'amateurs[4].
- 1948 : la bande est coupée en deux bandes ;
  - bande de 28 MHz à 29,7 MHz toujours utilisée par le service d'amateurs [5],
  - bande 26,960 MHz à 27,230 MHz[6] (en échange de la bande 29,7 MHz à 30 MHz supprimée).

## La manœuvre d’une stationradioamateur
En Europe, pour manœuvrer une station radioamateur dans la bande 10 mètres, il est nécessaire de posséder un Certificat d'opérateur du service amateur de classe HAREC.

## Répartition des fréquences de la bande 28 MHz à 29,7 MHz pour laFrance
| Radiotélégraphie sans la radiotéléphonie       |
| Radiotéléphonie, radiotélégraphie et Digimodes |

| Fréquences en MHz | Utilisations radioamateur                                                     | Modes                |
| ----------------- | ----------------------------------------------------------------------------- | -------------------- |
| 28,000 à 28,020   | Radioamateurs en radiotélégraphie,                                            | C.W.                 |
| 28,020 à 28,030   | Radioamateurs liaison intercontinentales en radiotélégraphie,                 | C.W.                 |
| 28,030 à 28,039   | Radioamateurs en radiotélégraphie                                             | C.W.                 |
| 28,040            | Fréquence préférentielles pour le trafic I.O.T.A. en radiotélégraphie         | C.W.                 |
| 28,041 à 28,045   | Radioamateurs en radiotélégraphie                                             | C.W.                 |
| 28,045            | Union française des télégraphistes UFT et radioamateurs en radiotélégraphie   | C.W.                 |
| 28,045 à 28,049   | Radioamateurs en radiotélégraphie                                             | C.W.                 |
| 28,050            | Fréquence internationale d’appel en radiotélégraphie                          | C.W.                 |
| 28,051 à 28,054   | Radioamateurs                                                                 | C.W.                 |
| 28,055            | Fréquence internationale d’appel en télégraphie lente                         | C.W.                 |
| 28,056 à 28,059   | Radioamateurs                                                                 | C.W.                 |
| 28,060            | Fréquence internationale d’appel en radiotélégraphie de faible puissance      | C.W.                 |
| 28,061 à 28,070   | Radioamateurs                                                                 | C.W.                 |
| 28,070 à 28,120   | Stations radioamateurs numériques                                             | Digimodes            |
| 28,120 à 28,150   | Stations radioamateurs automatiques numériques                                | Digimodes            |
| 28,150 à 28,185   | Radioamateurs                                                                 | Digimodes            |
| 28,185            | Radioamateurs en bandes croisées avec 50,185 MHz, 70,185 MHz et 144,185 MHz   | U.S.B./C.W.          |
| 28,185 à 28,190   | Radioamateurs                                                                 | Digimodes            |
| 28,190 à 28,199   | Balises régionales                                                            | C.W.                 |
| 28,199 à 28,201   | Balises internationales intermittentes                                        | C.W.                 |
| 28,201 à 28,225   | Balises en service continu                                                    | C.W.                 |
| 28,225 à 28,300   | Balises                                                                       | Digimode/U.S.B./C.W. |
| 28,300 à 28,320   | Stations radioamateurs automatiques numériques                                | Digimodes            |
| 28,320 à 28,325   | Radioamateurs                                                                 | Digimodes/U.S.B.     |
| 28,330            | Radioamateurs en voix numérique en faible puissance                           | Numérique            |
| 28,335 à 28,357   | Radioamateurs                                                                 | Digimodes/U.S.B.     |
| 28,360            | Fréquence internationale d’appel en radiotéléphonie en faible puissance       | U.S.B.               |
| 28,363 à 28,380   | Radioamateurs                                                                 | Digimodes/U.S.B.     |
| 28,380            | Radioamateurs : 31 Haute-Garonne samedi à 10 h locale                         | U.S.B.               |
| 28,390            | fréquence Scoute (radioscoutisme)                                             | U.S.B.               |
| 28,380 à 28,430   | Radioamateurs                                                                 | Digimodes/U.S.B.     |
| 28,440            | Radioamateurs : 69 RHÔNE dimanche à 9 h locale                                | U.S.B.               |
| 28,440 à 28,444   | Radioamateurs                                                                 | Digimodes/U.S.B.     |
| 28,444            | Radioamateurs : 44 Loire-Atlantique dimanche à 10 h 00 locale                 | U.S.B.               |
| 28,444 à 28,460   | Radioamateurs                                                                 | Digimodes/U.S.B.     |
| 28,460            | Fréquence préférentielles pour le trafic I.O.T.A. en radiotéléphonie,         | U.S.B.               |
| 28,460 à 28,532   | Radioamateurs                                                                 | Digimodes/U.S.B.     |
| 28,532            | Canal : sécurité civile                                                       | Digimodes/U.S.B.     |
| 28,532 à 28,560   | Radioamateurs                                                                 | Digimodes/U.S.B.     |
| 28,560            | Fréquence préférentielles pour le trafic I.O.T.A. en radiotéléphonie          | U.S.B.               |
| 28,560 à 28,582   | Radioamateurs                                                                 | Digimodes/U.S.B.     |
| 28,582            | Canal : sécurité civile                                                       | Digimodes/U.S.B.     |
| 28,582 à 28,675   | Radioamateurs                                                                 | Digimodes/U.S.B.     |
| 28,630            | French Network Alps - International Skeds - 24/24h                            | U.S.B.               |
| 28,675 à 28,680   | Radioamateurs                                                                 | S.S.T.V./Fax         |
| 28,680            | Radioamateurs, bande des 10 mètres, Fréquence d’appel en S.S.T.V./Fax         | S.S.T.V./Fax         |
| 28,680 à 28,685   | Radioamateurs                                                                 | S.S.T.V./Fax         |
| 28,685 à 28,802   | Radioamateurs                                                                 | Digimodes/U.S.B.     |
| 28,802 à 28,930   | Radioamateurs                                                                 | Digimodes/U.S.B.     |
| 28,930            | Radioamateurs : 93 Seine-Saint-Denis dimanche à 9 h 15 locale                 | U.S.B.               |
| 28,930 à 28,950   | Radioamateurs                                                                 | Digimodes/U.S.B.     |
| 28,950            | Radioamateurs : 95 Val-d’Oise dimanche à 9 h 30 locale                        | U.S.B.               |
| 28,950 à 28,990   | Radioamateurs                                                                 | Digimodes/U.S.B.     |
| 28,990            | Canal scouts                                                                  | F.M.                 |
| 28,990 à 29,200   | Radioamateurs                                                                 | Digimodes/U.S.B.     |
| 29,200 à 29,300   | Stations radioamateurs automatiques numériques et Packet Radio                | Digimodes            |
| 29,300 à 29,510   | Descente des satellites                                                       | Tous modes           |
| 29,520 à 29,590   | Entrées relais (kW ou RH) shift +100 kHz et en sub-audible CTCSS              | F.M.                 |
| 29,600            | Mono-fréquence d’appel, bande des dix mètres                                  | F.M.                 |
| 29,610            | Radioamateurs simplex et relais perroquet (entrée et sortie en simplex)       | F.M.                 |
| 29,620            | Radioamateurs simplex et sorties relais RH 1 shift -100 kHz                   | F.M.                 |
| 29,630            | Radioamateurs simplex et sorties relais RH 2 shift -100 kHz                   | F.M.                 |
| 29,640            | Radioamateurs simplex et sorties relais RH 3 shift -100 kHz                   | F.M.                 |
| 29,650            | Radioamateurs simplex et sorties relais RH 4 shift -100 kHz                   | F.M.                 |
| 29,660            | Radioamateurs, sorties relais kW 1 ou RH 5 shift -100 kHz                     | F.M.                 |
| 29,670            | Radioamateurs, sorties relais kW 2 ou RH 6 shift -100 kHz. (Limoges, Valence) | F.M.                 |
| 29,680            | Radioamateurs, sorties relais kW 3 ou RH 7 shift -100 kHz                     | F.M.                 |
| 29,690            | Radioamateurs, sorties relais kW 4 ou RH 8 shift -100 kHz                     | F.M.                 |

## Les antennes
Les antennes les plus utilisées sur cette bande :
- Antenne Yagi
- Antenne quad
- Antenne losange
- Antenne log-périodique
- Antenne colinéaire
- Antenne ground plane
- Antenne fouet
- Antenne fouet hélicoïdale (mobile) ;
- Antenne dipolaire ou dipôle
- Antenne G5RV

## Propagation

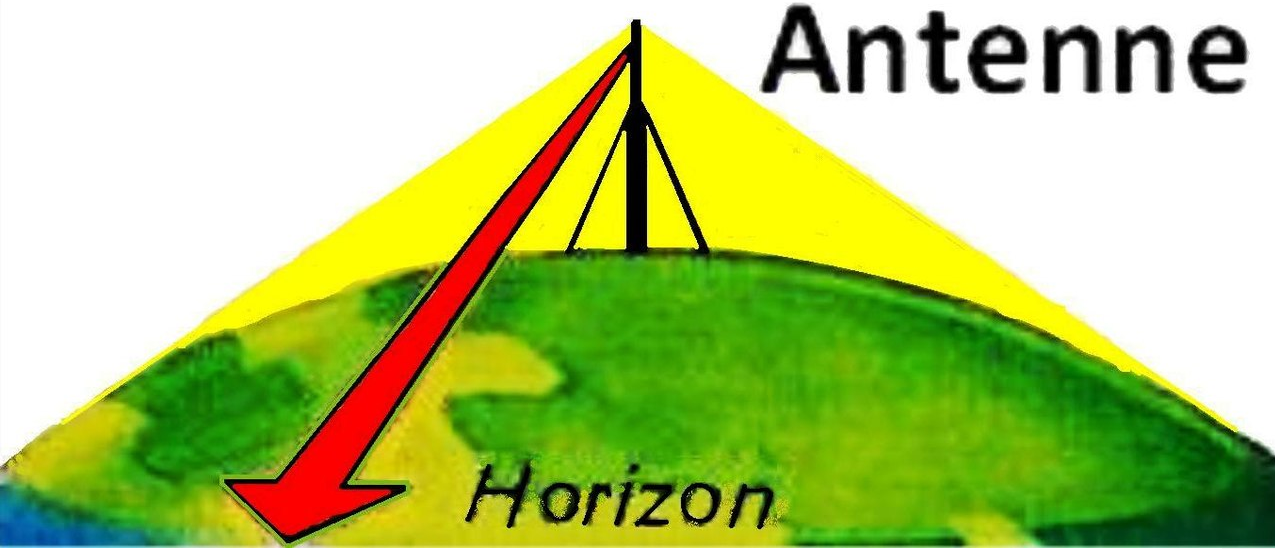
Propagation locale sur la bande HF

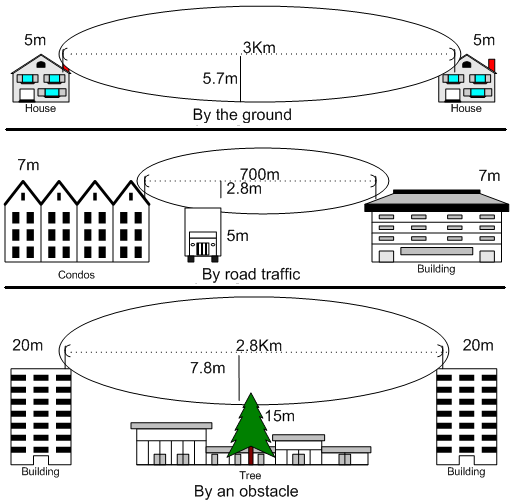
Propagation locale sur la bande HF

### La propagation locale
La propagation est dans une zone de réception directe (quelques dizaines de kilomètres) en partant de l’émetteur. 
- La propagation est comparable à celle d’un rayon lumineux.
- Les grands obstacles sur le sol prennent de l’importance.
- En absence d'obstacles, la portée radio est fonction de la courbure de la Terre et de la hauteur des antennes d’émission et de réception selon la formule :

- {\displaystyle d=4,188\times \ ({\sqrt {h1}}\ +{\sqrt {h2}})}
- d est la portée radio en km (sans obstacles intermédiaires).
- h1 est la hauteur de l’antenne d’émission en mètres au-dessus de la hauteur moyenne du sol.
- h2 est la hauteur de l’antenne de réception en mètres au-dessus de la hauteur moyenne du sol.

Les portées pratiques obtenues en onde directe sont indiquées en kilomètres dans le tableau ci-dessous, suivant les hauteurs au-dessus du sol des antennes d'émission et de réception ; la portée correspond à une puissance d'émission de 10 watts sur 29 MHz et pour une réception radioélectrique d'un champ de 4 microvolts par mètre.
| Hauteurs des antennes des stations au-dessus de la hauteur moyenne du sol | Hauteurs des antennes des stations au-dessus de la hauteur moyenne du sol | Distance de la portée | Distance de la portée |
| ------------------------------------------------------------------------- | ------------------------------------------------------------------------- | --------------------- | --------------------- |
| une station                                                               | l'autre station                                                           | en ville, en forêt    | en mer                |
| 1,80 m                                                                    | 1,80 m                                                                    | 3 km                  | 16 km                 |
| 9 m                                                                       | 1,80 m                                                                    | 7 km                  | 30 km                 |
| 9 m                                                                       | 9 m                                                                       | 9 km                  | 40 km                 |
| 180 m                                                                     | 1,80 m                                                                    | 24 km                 | 72 km                 |

### Relais
La fonction des relais radioamateurs désignent des répéteurs terrestres (émetteurs/récepteurs) exploités pour permettre les communications dans les deux sens (duplex). Les répéteurs sont placés sur des points hauts et permettent d'étendre la portée des stations radioamateurs. Un radioamateur exploitant un émetteur de faible puissance peut déclencher un répéteur et bénéficier de la portée plus grande du répéteur avec un meilleur signal radio dans des vallées encaissées, des zones masquées, des forêts denses, dans des zones urbaines. Il permet d'étendre la zone de couverture des stations de radio, en réamplifiant les signaux des canaux reçus qui sont relayés localement en sortie dans la bande 29,620 à 29,690 MHz avec un shift de +100 kHz au-dessus de la fréquence d'entrée du répéteur.
De même des relais désignés satellites radioamateurs permettent les radiocommunications par transpondeur l'entrée est dans une autre bande (exemple communications terre vers satellites : 145,850 MHz à 145,980 MHz) avec une sortie dans la bande 29,300 MHz à 29,510 MHz dite « Descente des satellites ».

### La propagation à grande distance
- Ouverte en F2 le jour, en période de grande activité solaire (3 ans tous les 11 ans) pour la communication intercontinentale avec une distance de saut de 2 000 à 4 000 km.

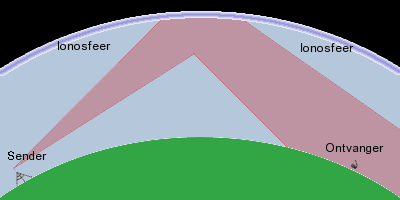
La propagation par onde réfléchie entre ciel et terre.

- Propagation sporadique E au printemps et en été sur 1 000 à 2 000 km.
- Ouverte en irrégularités alignées sur le champ magnétique troposphérique.
- De plus on rencontre en partant de l’émetteur une petite zone de réception par onde de sol, une zone de silence, une zone de réception indirecte, une zone de silence, une zone de réception indirecte, une zone de silence et ainsi de suite. L’énergie radiofréquence est réfléchie par les couches de l'ionosphère. Ces réflexions successives entre le sol ou la mer et les couches de l'ionosphère permettent des liaisons radios intercontinentales[9].